# Sapindus grandifolia
Sapindus grandifolia är en kinesträdsväxtart som beskrevs av Lippold. Sapindus grandifolia ingår i släktet Sapindus och familjen kinesträdsväxter. Inga underarter finns listade i Catalogue of Life.